# Rastenberg (Herrschaft)
Die Herrschaft Rastenberg war eine Grundherrschaft im Viertel ober dem Manhartsberg im Erzherzogtum Österreich unter der Enns, dem heutigen Niederösterreich.

## Ausdehnung
Die Herrschaft, welcher auch die Herrschaften Niedernondorf, Niedergrünbach, Loosberg, Wiesenreith, Lichtenfels, das Gut Großgöttfritz und Engelbrechts angehörten, umfasste zuletzt die Ortsobrigkeit über Friedersbach, Rastenfeld, Rastenberg, Werschenschlag, Brand, Jeittendorf, Marbach, Niedergrünbach, Sperkenthal, Großmotten, Niederwaltenreith, Wolfsberg, Eschabruck, Mitterreith, Niedernondorf, Wiesenreith, Loosberg, Hirschenschlag, Waldhausen, Rapoltschlag, Obernonndorf, Engelbrechts, Göttfritz, Frankenreith, Roitten, Gerlas und Purken. Der Sitz der Verwaltung befand sich im Schloss Niedernondorf.

## Geschichte
Letzter Inhaber der Allodialherrschaft war der Kämmerer Karl Freiherr von Bartenstein (1794–1847), mit dem dieser Zweig der Familie erlosch. Erbin war seine Gattin Eugenie Osy von Zeegwaard, die in zweiter Ehe mit Maximilian Vrints von Falkenstein verheiratet war. Nach den Reformen 1848/1849 wurde die Herrschaft aufgelöst.